# نادي سلتيك
النادي السلتي لكرة القدم (بالإنجليزية: The Celtic Football Club) ويُعرف اختصاراً باسم سلتيك هو نادي كرة قدم اسكتلندي من مدينة غلاسكو. تأسس في 6 نوفمبر 1887. يعد أول فريق اسكتلندي فاز بدوري أبطال أوروبا وكان ذلك في موسم 1967. حصل على الدوري الاسكتلندي الممتاز 54 مرة وحصل 41 مرة على كأس اسكتلندا. يعد النادي مع رينجرز قطبي كرة القدم الاسكتلندية لأكثر من 100 عام. لونا الفريق هما الأخضر والأبيض. يلعب نادي سيلتيك مبارياته على ملعبه سيلتيك بارك الذي افتتح في 1892، ويتسع ل 60,832 متفرج.

## مقتطفات من تاريخ النادي
- تم تشكيل نادي سلتيك لكرة القدم في اجتماع عقد في قاعة كنيسة سانت ماري في كالتون، غلاسكو من قبل أخوية والفريد الكاثولكية الأيرلندية في 6 نوفمبر 1887. تم تشييد النادي بهدف التخفيف من حدة الفقر في الجزء الأقصى من غلاسكو الشرقية من خلال جمع الأموال لـ جمعية والفريد الخيرية التي ولت طاولات عشاء لـ الأطفال الفقراء.
- المدرب ويلي مالي قاد سلتيك إلى ستة ألقاب متتالية بين 1905 و 1910، وكانوا أول فريق اسكتلندي أستطاع الفوز بالثنائية المحلية في عام 1907.
- 1967 كانت سنة أستثنائية للفريق فاستطاعوا الفوز بجميع المسابقات التي شاركوا بها، وأشهرها دوري أبطال أوروبا بعدما فازوا على إنتر ميلان 2-1 في لشبونة. فكانو أول نادي بريطاني يحقق اللقب.
- بلغوا النهائي مرة أخرى في عام 1970 ، إلا أنهم خسروا 2-1 أمام فيينورد الهولندي في ملعب سان سيرو.
- في موسم 1970 سجلوا أعلى نسبة حضور جماهيري بدوري أبطال أوروبا عندما تواجد 133961 مشجع في هامبدن بارك لمشاهدة نصف النهائي ضد ليدز يونايتد.
- تحت قيادة المدرب ستين ، حقق سلتيك 9 بطولات متتالية بين عامي 1966 و 1974، كان رقما قياسيا عالميا ولم يتمكن أحد من معادلته حتى عام 1997 عندما قام بذلك الجارنادي رينجرز.

في عام 1994، رجل الأعمال ومشجع سلتيك فيرغوس ماكان اشترى النادي وطرح إصدارت أسهم بـ 18 مليون تقريبا وسهل من إعادة تطوير سيلتيك بارك و جعله يتسع لـ يتسع 60832 متفرج.
- موسم 2000/01 شهد وصول مارتن أونيل حيث قاد سلتيك إلى ثلاثية محلية في موسمه الأول، ليصبح المدرب الثاني الذي استطاع تحقيق ذلك بعد ستين.
- استطاع أونيل أن يصل بالفريق إلى نهائي كأس الاتحاد الأوروبي في عام 2003، الذي خسروه 3-2 بعد الوقت الإضافي أمام نادي بورتو.
- غوردون ستراكان أصبح أول المدرب الأول بعد ستين الذي اسطتاع تحقيق ثلاث بطولات متتالية، بين عامي 2006 و 2008.

أيضا تحت قيادة غوردون ستراكان تأهل الفريق لدور ال 16 من دوري أبطال أوروبا في موسمين متتاليين للمرة الأولى.

## بطولات الفريق

### بطولات محلية
- الدوري الاسكتلندي الممتاز (54 مرة): 1892–93، 1893–94، 1895–96، 1897–98، 1904–05، 1905–06، 1906–07، 1907–08، 1908–09، 1909–10، 1913–14، 1914–15، 1915–16، 1916–17، 1918–19، 1921–22، 1925–26، 1935–36، 1937–38، 1953–54، 1965–66، 1966–67، 1967–68، 1968–69، 1969–70، 1970–71، 1971–72، 1972–73، 1973–74، 1976–77، 1978–79، 1980–81، 1981–82، 1985–86، 1987–88، 1997–98، 2000–01، 2001–02، 2003–04، 2005–06، 2006–07، 2007–08، 2011–12، 2012–13، 2013–14، 2014–15، 2015–16، 2016–17، 2017–18، 2018–19، 2019–20، 2021–22، 2022-23، 2023-24.
- كأس اسكتلندا (42 مرة): 1892، 1899، 1900، 1904، 1907، 1908، 1911، 1912، 1914، 1923، 1925، 1927، 1931، 1933، 1937، 1951، 1954، 1965، 1967، 1969، 1971، 1972، 1974، 1975، 1977، 1980، 1985، 1988، 1989، 1995، 2001، 2004، 2005، 2007، 2011، 2013، 2017، 2018، 2019، 2020، 2023، 2024.
- كأس الدوري الاسكتلندي (20 مرة): 1956–57، 1957–58، 1965–66، 1966–67، 1967–68، 1968–69، 1969–70، 1974–75، 1982–83، 1997–98، 1999–2000، 2000–01، 2005–06، 2008–09، 2014–15، 2016-17، 2017–18، 2018–19، 2019–20، 2021–22

### بطولات قارية
- كأس الأندية الأوروبية البطلة / دوري أبطال أوروبا
  - البطل (1): 1966–67.
  - الوصيف (1): 1969–70
- كأس الاتحاد الأوروبي / الدوري الأوروبي
  - الوصيف (1): 2002–03
- كأس السوبر الأوروبي
  - الوصيف (1): 1966–67
- كأس الإنتركونتيننتال
  - الوصيف (1): 1967

## وصلات خارجية
- موقع النادي الرسمي